# Micheal Eric
Micheal Oluwaseun Eric (Lagos, 24 giugno 1988) è un cestista nigeriano.

## Carriera
Con la Nigeria ha disputato i Campionati mondiali del 2019.

## Statistiche

### College
| Anno      | Squadra     | PG | PT | MP   | TC%  | 3P% | TL%  | RP  | AP  | PRP | SP  | PP  |
| --------- | ----------- | -- | -- | ---- | ---- | --- | ---- | --- | --- | --- | --- | --- |
| 2008-2009 | Temple Owls | 25 | 1  | 9,2  | 46,7 | -   | 55,0 | 2,1 | 0,1 | 0,2 | 0,5 | 2,7 |
| 2009-2010 | Temple Owls | 31 | 29 | 15,7 | 51,6 | -   | 57,9 | 3,1 | 0,6 | 0,3 | 0,6 | 5,9 |
| 2010-2011 | Temple Owls | 24 | 24 | 20,0 | 49,0 | -   | 48,9 | 5,9 | 1,0 | 0,4 | 1,6 | 7,1 |
| 2011-2012 | Temple Owls | 19 | 15 | 25,1 | 52,1 | -   | 56,8 | 8,8 | 0,9 | 0,1 | 2,1 | 9,0 |
| Carriera  | Carriera    | 99 | 69 | 16,9 | 50,4 | -   | 54,3 | 4,6 | 0,6 | 0,3 | 1,1 | 6,0 |

### G League

#### Regular Season
| Anno      | Squadra       | PG | PT | MP   | TC%  | 3P% | TL%  | RP  | AP  | PRP | SP  | PP   |
| --------- | ------------- | -- | -- | ---- | ---- | --- | ---- | --- | --- | --- | --- | ---- |
| 2012-2013 | Canton Charge | 50 | 17 | 22,2 | 50,6 | -   | 61,3 | 7,6 | 1,1 | 0,5 | 1,7 | 8,1  |
| 2013-2014 | Texas Legends | 6  | 0  | 19,7 | 57,5 | -   | 60,0 | 5,3 | 0,3 | 0,5 | 2,0 | 8,7  |
| 2015-2016 | Texas Legends | 39 | 37 | 27,1 | 59,9 | -   | 73,5 | 9,4 | 0,6 | 0,5 | 2,0 | 11,8 |
| Carriera  | Carriera      | 95 | 54 | 24,0 | 55,2 | -   | 67,1 | 8,2 | 0,8 | 0,5 | 1,9 | 9,7  |

#### Playoffs
| Anno     | Squadra       | PG | PT | MP   | TC%  | 3P% | TL%  | RP  | AP  | PRP | SP  | PP   |
| -------- | ------------- | -- | -- | ---- | ---- | --- | ---- | --- | --- | --- | --- | ---- |
| 2013     | Canton Charge | 3  | 0  | 21,1 | 69,0 | -   | 52,4 | 5,7 | 0,3 | 0,0 | 1,0 | 17,0 |
| Carriera | Carriera      | 3  | 0  | 21,1 | 69,0 | -   | 52,4 | 5,7 | 0,3 | 0,0 | 1,0 | 17,0 |

### Eurolega
| Anno      | Squadra        | PG | PT | MP   | TC%  | 3P% | TL%  | RP  | AP  | PRP | SP  | PP   |
| --------- | -------------- | -- | -- | ---- | ---- | --- | ---- | --- | --- | --- | --- | ---- |
| 2018-2019 | Darüşşafaka    | 29 | 20 | 20,3 | 54,0 | -   | 65,6 | 5,0 | 0,9 | 0,3 | 0,9 | 11,1 |
| 2019-2020 | Saski Baskonia | 28 | 22 | 15,0 | 55,2 | -   | 45,7 | 2,7 | 0,3 | 0,8 | 0,6 | 5,7  |
| 2020-2021 | CSKA Mosca     | 14 | 9  | 12,4 | 66,7 | -   | 70,0 | 3,3 | 0,2 | 0,6 | 0,5 | 5,4  |
| Carriera  | Carriera       | 71 | 51 | 16,6 | 55,9 | -   | 59,9 | 3,8 | 0,5 | 0,5 | 0,7 | 7,8  |

### Eurocup
| Anno       | Squadra      | PG | PT | MP   | TC%  | 3P% | TL%  | RP  | AP  | PRP | SP  | PP   |
| ---------- | ------------ | -- | -- | ---- | ---- | --- | ---- | --- | --- | --- | --- | ---- |
| 2016-2017  | Bilbao Berri | 8  | 7  | 19,6 | 64,8 | -   | 57,7 | 4,8 | 0,5 | 0,8 | 1,1 | 10,6 |
| 2017-2018† | Darüşşafaka  | 22 | 18 | 18,2 | 57,3 | -   | 37,3 | 5,7 | 0,4 | 0,4 | 0,6 | 7,7  |
| 2022-2023  | Türk Telekom | 12 | 2  | 9,1  | 59,3 | -   | 41,7 | 2,8 | 0,4 | 0,4 | 0,3 | 3,1  |
| Carriera   | Carriera     | 42 | 27 | 15,9 | 59,4 | -   | 43,8 | 4,7 | 0,4 | 0,5 | 0,6 | 6,9  |

## Palmarès

### Squadra
- Campionato spagnolo: 1

Saski Baskonia: 2019-20
- VTB United League: 1

CSKA Mosca: 2020-21
- Eurocup: 1

Darüşşafaka: 2017-18

### Individuale
- All-NBDL All-Rookie Second Team (2013)
- All-NBDL All-Defensive First Team (2016)